# غرانت وارويك
غرانت وارويك هو لاعب هوكي الجليد كندي، ولد في 11 أكتوبر 1921 في ريجاينا في كندا، وتوفي في 27 سبتمبر 1999 في إدمونتون في كندا.

## وصلات خارجية
- غرانت وارويك على موقع دوري الهوكي الوطني (الإنجليزية)
- غرانت وارويك على موقع EliteProspects.com (الإنجليزية)
- غرانت وارويك على موقع HockeyDB.com (الإنجليزية)
- غرانت وارويك على موقع Hockey-Reference.com (الإنجليزية)
- غرانت وارويك على موقع قاعة مشاهير الرياضة في ساسكاتشوان (الإنجليزية)